# Рибник Майданський
Ри́бник Майда́нський — річка в Українських Карпатах, переважно на межі між Дрогобицьким та Стрийським районами Львівської області. Права притока Рибника (басейн Стрию).

## Опис
Довжина 19 км, площа басейну 82,8 км². Річка типово гірська. Долина вузька і глибока, переважно заліснена. Річище слабозвивисте, кам'янисте, з багатьма перекатами і бистринами.

## Розташування
Рибник Майданський бере початок на північно-східних схилах хребта Росохацькі Полонини. Тече між горами Сколівських Бескидів переважно на північ. Впадає до Рибника в межах села Майдана.
Більша частина річки тече в межах Національного природного парку «Сколівські Бескиди».